# 糖粉奶油细末
糖粉奶油细末是一种糕点用的配料，一般由糖、黄油、面粉制成，常见于玛芬、面包、派、蛋糕（如脆皮奶酥蛋糕）的制作中。有些配方里会加入香料和坚果。

## 词源
糖粉奶油细末的英文名称，Streusel，是一个德语外来词（德語發音：[ˈʃtʁɔʏzəl]），原意为屑状物。